# Otto Schily

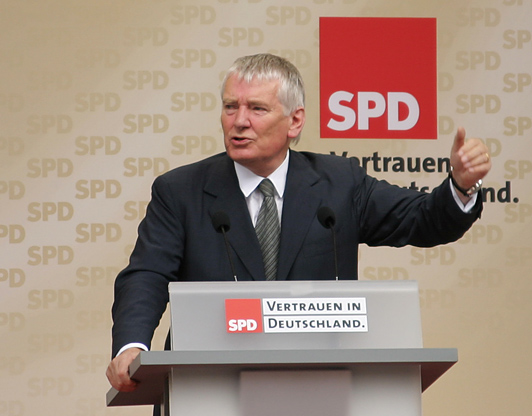
Otto Schily in 2005

Otto Georg Schily (Bochum, 20 juli 1932) is een Duits politicus van de SPD. Hij was van 1998 tot 2005 minister van Binnenlandse Zaken in de kabinetten Schröder I en II.

## Carrière
Schily studeerde rechten in München en Hamburg en politicologie in Berlijn. Na zijn studies opende hij zijn eigen advocatenkantoor. Als advocaat heeft hij meerdere leden van de Rote Armee Fraktion verdedigd.
Schily was in 1980 een van de oprichters van Die Grünen en werd in 1983 voor deze partij lid van de Bondsdag. In 1989 verliet hij zijn partij, en werd hij lid van de SPD. Na de verkiezingen van 1998 was er in Duitsland een linkse meerderheid van SPD en Bündnis 90/Die Grünen. Deze twee partijen vormden een rood-groen kabinet onder leiding van Gerhard Schröder. In de kabinetten Schröder I en II was Schily minister van Binnenlandse Zaken.
- Gemeinsame Normdatei: 120259168
- International Standard Name Identifier: 0000 0000 6675 3524
- Library of Congress Control Number: n86119467
- MusicBrainz: 58aee2e3-4e09-41e0-a1ea-a618c5692e40
- Nationale Bibliotheek van Israël: 987007297582605171
- Nederlandse Thesaurus van Auteursnamen: 258650656
- Système universitaire de documentation: 081441525
- Virtual International Authority File: 15596155
- WorldCat: E39PBJkXryR9bt3dbDyB7dbTpP